# Warrick Dunn
Pour les articles homonymes, voir Dunn.
(en) Statistiques sur pro-football-reference
Warrick Dunn, né le 5 janvier 1975 à Bâton-Rouge (Louisiane), est un joueur américain de football américain.

## Biographie

### Jeunesse
Au lycée Catholic High, il joue au poste de quarterback, cornerback et de running back.
Le 7 janvier 1993, deux jours après avoir eu ses 18 ans, sa mère Betty Smothers, une policière de la police de Bâton Rouge, est tué lorsqu'elle travaille. Dunn devient la tête de sa famille et élève ses sœurs. Plus tard, il rencontra un des tueurs de sa mère, Kevan Brumfield, et le pardonne.